# Лакумы
Лакумы — черкесское блюдо, представляющее собой обжаренные в масле пышки. Для изготовления необходимо подогретое молоко, яйца, сода и дрожжи. Сахар и соль добавляются по вкусу. Мука делится на небольшие порции. Тесто без комочков накрывается полотенцем, а затем раскатывается скалкой в тонкую лепешку, режется на прямоугольные кусочки, потому что круглая форма является траурной либо поминальной. На каждом кусочке делают горизонтальный надрез посередине, один из углов теста протаскивается в полученное отверстие для придания конечному продукту форму в виде своеобразного «бантика». В глубокую сковороду из чугуна наливается подсолнечное масло. Когда масло закипит, убавляется огонь. Кусочки теста жарятся в кипящем масле не более двух минут. Перед подачей на стол лакумы иногда посыпаются сахарной пудрой.